# Теорије ране и позне селекције
Почетна истраживања указују на то да се селекција пажње одвија већ у првим фазама обраде. Стога су различите варијанте првобитних модела који су описивали селекцију информација и њихову даљу обраду назване теоријама ране селекције. Најпознатије су Бродбентова теорија филтера и теорија пригушивања Тризманове. Ова истраживања ће довести до значајних увида о компонентама система обраде информација које ће постати део модела Аткинсона и Шифрина.

## Бродбентова теорија филтера
Черијеви налази подстичу Бродбента да изведе серију еxп са зад. праћења који ће довести до формирања теорије филтера или теорије аудитивне перцепције. Он дихотички емитује низ бројева (нпр. на левом каналу 6, 3, 8, а на десном 4, 7, 2), а задатак испитаника био је да репродукује бројеве. Показало се да испитаници без проблема репродукују прво стимулусе са једног канала, а затим стимулусе са другог канала. Међутим, репродукција на основу редоследа излагања била је скоро немогућа. 
Бродбент је стога закључио да се одвија категоризација на основу канала и да испитаници нису у стању да обављају две когнитивне операције истовремено што указује на ограниченост система. Зато је неопходна селекција информација које ће бити прослеђене у даљу обраду која је серијална. Чињеница да је репродукција успешна говори да је примљена информација извесно време задржана – док се репродукује садржај једног канала, задржава се информација са другог канала. Ово задржавање се одвија у улазним каналима – баферу и временски је ограничено, ако није прослеђена информација се губи. На основу Черијевих налаза (јер испитаници нису у стању да репродукују садржај блокираног канала) Бродбент закључује да је ту информација ускладиштена у неосмишљеном виду. Од великог броја улазних канала само са једног ће информације бити прослеђене у даљу обраду, док ће остали канали бити потпуно блокирани. За селекцију информација задужен је филтер. Он је неопходан јер би без селекције било онемогућено прослеђивање у следећу компоненту тј. канал одлуке који има ограничене капацитете.
Компоненте Бродбентовог модела:
- бафер (улазни канал) – служи за краткотрајно задржавање информација, нису осмишљене, еквивалент је ехоичка меморија
- филтер – служи за селекцију информација, блокира потпуно све сем једног канала, еквивалент је селективна пажња
- канал одлуке – еквивалент је оперативној меморији

Да ли је филтер ипак пропустљив? Модел није успевао да обухвати налазе који показују да, када се систематски манипулише значењем садржаја, долази до спонтане промене праћеног канала. У огледу Мореја испитаници мењају праћени канал, тј. постају свесни садржаја који се емитује на блокираном каналу уколико се на њему појави њихово име. У огледима Бродбента и Черија категоризација је била заснована на два критеријума: улазни канал и физичке карактеристике. Тризманова емитује различите поруке на два канала које изговара исти говорник и испитаници поново успешно репродукују само једну од емитованих порука чиме показује да је категоризацију могуће засновати и на значењу. Тризманова изводи експеримент у ком у једном тренутку садржај праћеног канала наставља на блокираном. По завршеном еxп испитаници саопштавају да су за тренутак променили фокус пажње и почели да прате поруку са блокираног канала. 
Уколико је Бродбентова претпоставка тачна, испитаници не би требало да буду свесни да се порука наставила на блокираном каналу. Такође, ако је информација у баферу неосмишљена никакве значењске карактеристике не би требало да утичу на промене фокуса пажње. Исте налазе добили су и Греј и Ведерберн када испитаницима дихотички емитују серију стимулуса која се састоји од бројева и речи, али тако да се комбинацијом речи с оба канал добија смисаони исказ. Испитаници су били у стању да репродукују исказе иако су били емитовани на блокираном каналу.

## Теорија пригушивања Тризманове
Основна идеја је да филтер не блокира информације са канала на који се не обраћа пажња, већ их пригушује. И са блокираног канала информација се прослеђује у дубље нивое обраде, али је њен интензитет умањен. 
Поред праћеног и блокираног канала модел чине:
- селективни филтер – дискриминише садржај на основу физичких карактеристика (интензитет, висина гласа)
- ментални речник – садржи представе речи од којих свака има свој специфичан праг побуђења који зависи од субјективног значаја за примаоца поруке, прагови нису фиксни већ зависе од контекста

Тако речи које имају низак праг побуђивања (нпр. лично име) могу бити регистроване ако су емитоване на блокираном каналу. Тризманова показује да су капацитети канала одлуке већи него што је Бродбент претпостављао и антиципира сложене интеракције између ране и касније обраде, али не доводећи у питање основне поставке Бродбентовог модела.